# Spiroffita
La spiroffita és un mineral de la classe dels òxids, que pertany al grup de la spiroffita. Rep el nom per Kiril Spiroff (1901-1981), mineralogista de Michigan College of Mining and Technology, a Houghton, Michigan (Estats Units).

## Característiques
La spiroffita és un òxid de fórmula química (Mn,Zn)₂Te₃4+O₈. Cristal·litza en el sistema monoclínic. La seva duresa a l'escala de Mohs és 3,5.
Segons la classificació de Nickel-Strunz, la spiroffita pertany a «04.JK - Tel·lurits sense anions addicionals, sense H₂O» juntament amb els següents minerals: winstanleyita, walfordita, zincospiroffita, balyakinita, rajita, carlfriesita, denningita, chekhovichita, smirnita, choloalita, fairbankita, plumbotel·lurita, magnolita, moctezumita, schmitterita i cliffordita.

## Formació i jaciments
Va ser descoberta a la mina Moctezuma, que es troba a la localitat de Moctezuma, al municipi homònim de l'estat de Sonora, a Mèxic. També ha estat descrita a la mina Joe, que es troba al districte de Tombstone, al comtat de Cochise (Arizona, Estats Units), i a la mina Kawazu, situada a Rendaiji, a la prefectura de Shizuoka (Regió de Chūbu, Japó). Es tracta dels tres únics indrets a tot el planeta on ha estat descrita aquesta espècie mineral.